# Dolops ranarum
Dolops ranarum is een visluizensoort uit de familie van de Argulidae. De wetenschappelijke naam van de soort is voor het eerst geldig gepubliceerd in 1891 door Stuhlmann.